# Modelado de procesos de fundición

Proceso de simulación de fundición utilizando software.

La simulación de procesos de fundición es una técnica computacional utilizada en la industria y la metalurgia para modelar y analizar el proceso de fundición de metales. Esta tecnología permite a los ingenieros predecir y visualizar el flujo de metal fundido, los patrones de cristalización y los defectos potenciales en la fundición antes del inicio del proceso de producción real. Al simular el proceso de fundición, los fabricantes pueden optimizar el diseño de los moldes, reducir el consumo de materiales y mejorar la calidad del producto final.

## Historia

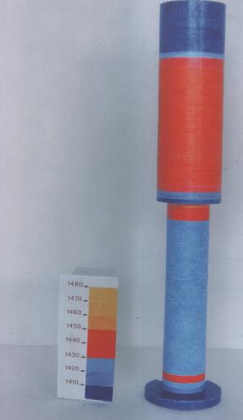
Los primeros resultados de la distribución de la temperatura en la fundición caliente tuvieron que dibujarse en un modelo de madera.

Los fundamentos teóricos de la conducción de calor, críticamente importantes para la simulación de fundición, fueron establecidos por Jean-Baptiste Joseph Fourier en la École polytechnique en París. Su tesis "Teoría analítica del calor", galardonada en 1822, sentó las bases para todos los cálculos posteriores de conducción de calor y transferencia de calor en materiales sólidos. Además, el físico e ingeniero francés Claude-Louis Navier y el matemático y físico irlandés George Gabriel Stokes proporcionaron los fundamentos de la dinámica de fluidos, que llevaron al desarrollo de las ecuaciones de Navier-Stokes. Adolph Fick, trabajando en el siglo XIX en la Universidad de Zúrich, desarrolló las ecuaciones fundamentales que describen la difusión, publicadas en 1855.
El inicio de la simulación en la fundición comenzó en la década de 1950 cuando V. Pashkis utilizó computadoras analógicas para predecir el movimiento del frente de cristalización. El primer uso de computadoras digitales para resolver problemas relacionados con la fundición fue realizado por el Dr. K. Fursund en 1962, quien consideró la penetración del acero en un molde de arena. Un trabajo pionero de J. G. Hentzel y J. Keverian en 1965 fue la simulación bidimensional de la cristalización de fundiciones de acero, utilizando un programa desarrollado por General Electric para simular la transferencia de calor. En 1968, Ole Vestby fue el primero en utilizar el método de diferencias finitas para programar un modelo 2D que evaluaba la distribución de la temperatura durante la soldadura.
La década de 1980 marcó un aumento significativo en las actividades de investigación y desarrollo en torno al tema de la simulación del proceso de fundición con aportes de varios grupos internacionales, incluyendo J. T. Berry y R. D. Pielke en los Estados Unidos, E. Niyama en Japón, W. Kurz en Lausana y F. Durand en Grenoble. Un papel especialmente importante en el avance de este campo fue desempeñado por el profesor P. R. Sahm en el Instituto de Fundición de Aachen. Los hitos clave de este período fueron la introducción de la "función de criterio" por Hansen y Berry en 1980, la función de criterio de Niyama para la representación de porosidades centrales en 1982 y la propuesta de una función de criterio para la detección de grietas en caliente en fundiciones de acero por E. Fehlner y P. N. Hansen en 1984. A finales de la década de 1980, se desarrollaron las primeras capacidades de simulación de llenado de moldes.
La década de 1990 se centró en la simulación de tensiones y deformaciones en las fundiciones con importantes contribuciones de Hattel y Hansen en 1990. En esta década también comenzaron los esfuerzos para predecir microestructuras y propiedades mecánicas con el trabajo pionero de I. Svensson y M. Wessen en Suecia.

## Principios de la simulación de fundición

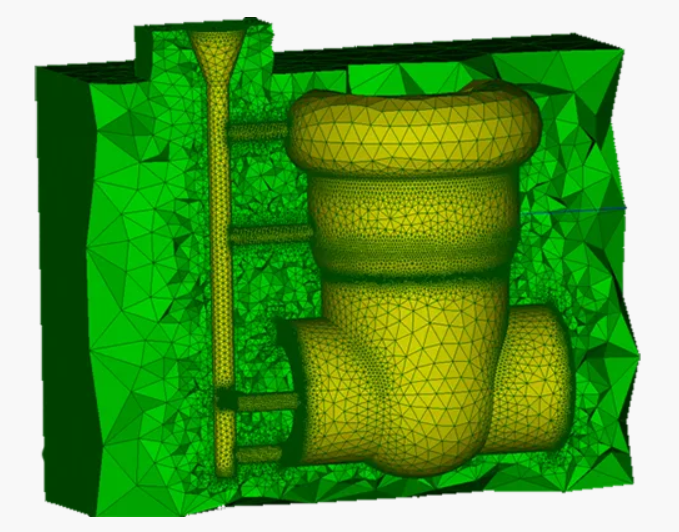
Generador de mallas de elementos finitos

La producción de fundición es uno de los procesos más complejos y multifacéticos en metalurgia, que requiere un control cuidadoso y una comprensión de una multitud de fenómenos físicos y químicos. Para gestionar eficazmente este proceso y garantizar la alta calidad de los productos finales, es esencial tener una comprensión profunda de la interacción de los diversos parámetros de fundición. En este contexto, la modelización matemática de la fundición actúa como una herramienta científica críticamente importante, permitiendo analizar y optimizar detalladamente el proceso de fundición basado en principios matemáticos.
La modelización matemática de la fundición es un proceso complejo que implica la formulación y solución de ecuaciones matemáticas que describen fenómenos físicos tales como la conductividad térmica, la dinámica de fluidos, las transformaciones de fase, entre otros. Para resolver estas ecuaciones se aplican diversos métodos de análisis numérico, entre los cuales tienen un lugar especial el método de elementos finitos (MEF), el método de diferencias finitas (MDF) y el método de volúmenes finitos (MVF). Cada uno de estos métodos tiene sus características particulares y se aplica dependiendo de las tareas específicas de modelización y los requisitos de precisión y eficiencia en los cálculos.
Método de diferencias finitas (MDF): Este método se basa en ecuaciones diferenciales de transferencia de calor y masa, que se aproximan utilizando relaciones de diferencias finitas. La ventaja del MDF es su simplicidad y la capacidad de simplificar la solución de problemas multidimensionales. Sin embargo, el método tiene limitaciones al modelar los límites de áreas complejas y funciona mal para fundiciones de paredes delgadas.
Método de elementos finitos (MEF) y método de volúmenes finitos (MVF): Ambos métodos se basan en ecuaciones integrales de transferencia de calor y masa. Proporcionan una buena aproximación de los límites y permiten el uso de elementos de diferente discretización. Los principales inconvenientes son la necesidad de un generador de elementos finitos, la complejidad de las ecuaciones y grandes requerimientos de recursos de memoria y tiempo.
Modificaciones del MVF: Estos métodos intentan combinar la simplicidad del MDF con una buena aproximación de los límites del MEF. Tienen potencial para mejorar la aproximación de los límites entre diferentes materiales y fases.
El análisis de diferentes métodos de modelización matemática de procesos de fundición muestra que el método de elementos finitos (MEF) es uno de los enfoques más fiables y óptimos para la simulación de fundición. A pesar de mayores requisitos de recursos computacionales y complejidad en la implementación en comparación con los métodos de diferencias finitas (MDF) y volúmenes finitos (MVF), el MEF proporciona alta precisión en la modelización de límites, geometrías complejas y campos de temperatura, lo que es críticamente importante para la predicción de defectos en fundiciones y la optimización de los procesos de fundición.

## Aplicación en la producción
Los sistemas de análisis (Computer Aided Engineering — CAE) de procesos de fundición se han utilizado por mucho tiempo por fundidores en todo el mundo como un "taller de fundición virtual", donde es posible realizar y verificar cualquier idea que surja en la mente del diseñador y el tecnólogo. El mercado mundial de CAE para procesos de fundición se puede considerar ya establecido.
Dentro de la estructura de la empresa para el desarrollo de la tecnología de una nueva fundición, se crea un departamento de diseño asistido por computadora para procesos de fundición, responsable de operar los sistemas CAE para procesos de fundición. Los cálculos son realizados por los especialistas del departamento de acuerdo con las instrucciones de sus cargos, y la interacción con otros departamentos está regulada por instrucciones de diseño tecnológico.
El proceso comienza con la entrega del modelo 3D y el dibujo de la pieza a los tecnólogos del taller de fundición, quienes coordinan la configuración de la fundición con el taller mecánico y determinan los márgenes. Luego, la tecnología se desarrolla en el departamento de CAE y se transfiere al taller de fundición para realizar fundiciones experimentales. Los resultados son monitoreados, y si es necesario, las fundiciones se examinan en el laboratorio central de la fábrica. Si se detectan defectos, se realiza un ajuste de los parámetros de los modelos y del proceso tecnológico en el departamento de CAE, después de lo cual la tecnología se prueba nuevamente en el taller.
Este ciclo se repite hasta obtener fundiciones aptas, después de lo cual la tecnología se considera desarrollada y se implementa en la producción en serie.

## Software y herramientas

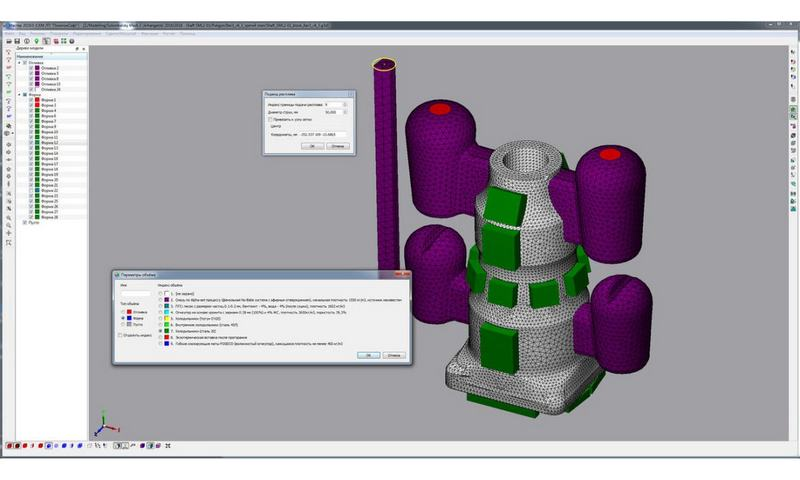
Configuración y preparación para la simulación en el software

En la industria de fundición moderna se utiliza ampliamente el software para la simulación de procesos de fundición. Entre la multitud de soluciones de software disponibles, vale la pena mencionar los productos más destacados y ampliamente utilizados: Procast, MAGMASOFT y PoligonSoft.
ProCAST: sistema de modelado de procesos de fundición mediante el método de elementos finitos, que proporciona la solución conjunta de problemas de temperatura, hidrodinámica y deformación, junto con capacidades metalúrgicas únicas, para todos los procesos de fundición y aleaciones de fundición. Además de los aspectos principales de la producción de fundición - llenado, cristalización y predicción de porosidad, ProCAST es capaz de predecir la aparición de deformaciones y tensiones residuales en la fundición y se puede utilizar para analizar procesos como la fabricación de núcleos, la fundición centrífuga, la fundición por modelos perdidos, la fundición continua, etc.
PoligonSoft: sistema de modelado de procesos de fundición mediante el método de elementos finitos. Aplicable para modelar casi cualquier tecnología de fundición y cualquier aleación de fundición. Durante mucho tiempo, PoligonSoft fue el único sistema de modelado de procesos de fundición en el mundo que incluía un modelo especial para calcular la microporosidad. Hasta la fecha, este modelo se puede considerar como el más estable, y los resultados obtenidos con su ayuda pueden satisfacer a los usuarios más exigentes. En muchos aspectos, PoligonSoft puede considerarse como el equivalente ruso del sistema ProCAST.
MAGMASOFT: es un sistema de modelado de procesos de fundición utilizando el método de diferencias finitas. Permite analizar procesos térmicos, llenado de moldes, cristalización y predecir defectos en las fundiciones. El programa incluye módulos para diferentes tecnologías de fundición y ayuda a optimizar los parámetros de fundición para mejorar la calidad del producto. MAGMASOFT es una herramienta eficaz para aumentar la productividad y la calidad de la producción de fundición.

## Tendencias futuras
La simulación del proceso de fundición refleja el conocimiento del usuario, quien decide si el sistema de llenado ha llevado a un resultado aceptable. Las sugerencias de optimización deben provenir del operador. El problema principal es que todos los procesos ocurren simultáneamente y están interconectados: los cambios en un parámetro afectan a muchas características de calidad de la fundición.
La optimización autónoma, que comenzó a finales de los años 80, utiliza la herramienta de simulación como un campo de pruebas virtual, cambiando las condiciones de llenado y los parámetros del proceso para encontrar la solución óptima. Esto permite evaluar numerosos parámetros del proceso y su impacto en la estabilidad del proceso.
Es importante recordar que solo se puede optimizar lo que puede ser modelado. La optimización no reemplaza el conocimiento del proceso ni la experiencia. El usuario de la simulación debe conocer los objetivos y los criterios de calidad necesarios para alcanzar esos objetivos y formular preguntas específicas al programa para obtener soluciones cuantitativas.